# Stephen Jay Gould
Stephen Jay Gould (Queens, Nova York, 10 de setembre 1941 - Nova York, 20 de maig de 2002) fou un paleontòleg, biòleg evolutiu i historiador de la ciència estatunidenc. També va ser un dels més influents i llegits escriptors de ciència popular de la seva generació. Gould va passar la major part de la seva carrera docent a la Universitat Harvard i treballant al Museu Americà d'Història Natural de Nova York. En els últims anys de la seva vida, Gould també va impartir classes de biologia i evolució a la Universitat de Nova York a prop del seu domicili al SoHo.
La major contribució de Gould a la ciència va ser la teoria de l'equilibri puntuat que va desenvolupar amb Niles Eldredge el 1972. La teoria proposa que l'evolució està marcada per llargs períodes d'estabilitat evolutiva i moments menys freqüents de ramificació evolutiva. La teoria de l'equilibri puntuat es contraposa de manera radical a un dels punts claus del darwinisme: el gradualisme filètic, que estableix que el canvi evolutiu es caracteritza per un patró de canvi suau i continu.
La major part de la investigació empírica de Gould es va basar en l'estudi dels cargols de terra Poecilozonites i Cerion. També va contribuir a la biologia evolutiva del desenvolupament, i en aquest camp va rebre grans elogis pel seu primer llibre de caràcter tècnic, Ontogènia i filogènia, publicat el 1977. En la teoria evolutiva es va oposar al seleccionisme estricte, la sociobiologia com s'aplica als éssers humans, i la psicologia evolutiva. Va fer campanya contra el creacionisme i va proposar que la ciència i la religió s'han de considerar dos àmbits diferents que no s'han de superposar.
Incansable divulgador de la ciència, molts dels assaigs d'Història Natural de Gould van reimpresos en volums recopilatoris com El polze del panda, El somriure del flamenc, Des de Darwin: reflexions sobre història natural, Dents de gallina, dits de cavall i Vuit porquets. Altres llibres, entre ells Un dinosaure en un paller, La vida meravellosa i La falsa mesura de l'home, cap d'ells publicats en català fins al moment, són reculls d'escrits divulgatius sobre l'ecologia, el comportament i l'evolució dels éssers vius.
La Societat Linneana de Londres el distingí amb la medalla Darwin-Wallace el 2008.

## Biografia

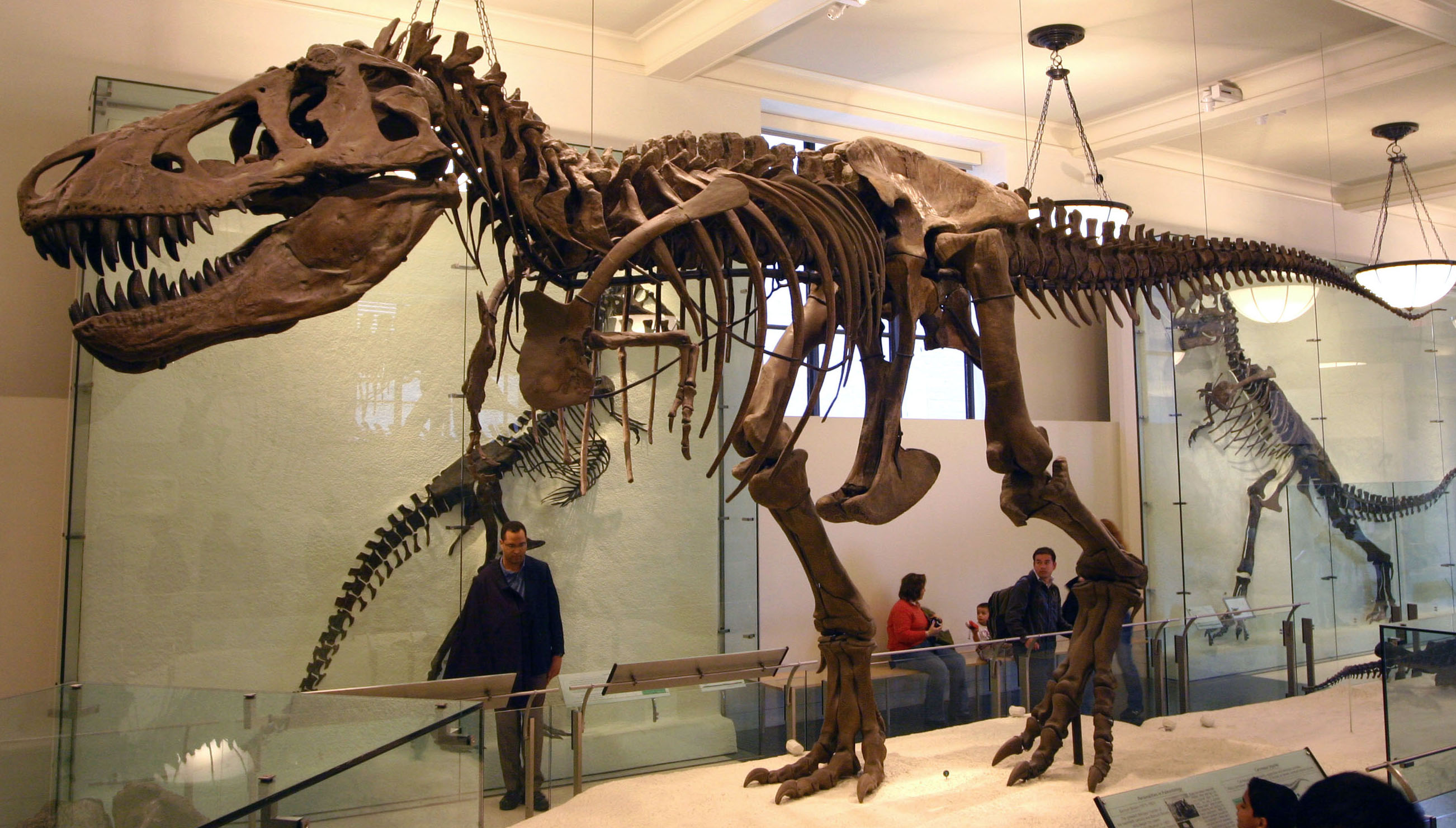
Tyrannosaurus rex al Museu Americà d'Història Natural.

Gould va néixer i es va criar en la comunitat de Bayside, un tranquil barri de Queens, a Nova York. El seu pare Leonard era un taquígraf judicial, i la seva mare Eleanor, artista. Quan Gould tenia cinc anys, el seu pare el va portar a la Sala dels Dinosaures del Museu Americà d'Història Natural, on es va trobar per primera vegada el Tyrannosaurus rex. "No tenia idea que existissin coses com aquesta, estava esbalaït," recordaria anys després. Va ser en aquell moment que va decidir convertir-se en paleontòleg. Recordaria aquest fet al seu llibre Des de Darwin: reflexions sobre història natural, que duia la següent dedicatòria: "Al meu pare, que em va dur a veure un Tyrannosaurus quan jo tenia cinc anys."
Tot i que va ser criat en una llar jueva, Gould no era practicant i va esdevenir agnòstic. El seu pare era marxista però ell va declarar estar políticament més a prop del centreesquerra. Mentre assistia a l'Antioch College (Yellow Springs, Ohio) en la dècada de 1960 va participar activament en moviments de drets civils i sovint va fer campanya per la justícia social. Quan estava a la Universitat de Leeds (West Yorkshire, Regne Unit) com a estudiant visitant va organitzar manifestacions setmanals a l'exterior d'una sala de ball de Bradford que es negava a admetre negres. Gould va continuar aquestes manifestacions fins que la restricció va ser revocada. Al llarg de la seva carrera i als seus escrits va manifestar-se en contra de l'opressió cultural en totes les seves formes, sobretot en allò que qualificava com a pseudociència i en els seus usos al servei del racisme i el sexisme.
Gould es va casar dues vegades. El seu primer matrimoni va ser amb l'artista Deborah Lee el 3 d'octubre de 1965. Gould va conèixer Lee quan eren estudiants a l'Antioch College. Van tenir dos fills, Jesse i Ethan. Es va casar per segona vegada el 1995 amb l'artista i escultora Rhonda Roland Shearer, mare de dos fills, Jade i London Allen, que van esdevenir fillastres de Gould.
El juliol de 1982 li van diagnosticar un mesotelioma peritoneal, una forma mortal de càncer que afecta el revestiment abdominal i amb freqüència es desenvolupa en persones que han estat exposades a l'amiant. Després d'una difícil recuperació de dos anys, Gould va publicar una columna per a la revista Discover titulada "The Median Isn't the Message". El títol és un joc de paraules amb la famosa frase de Marshall McLuhan "The Medium is The Message" (El mitjà és el missatge) i amb el terme estadístic "median" (mediana). L'article parla de la seva reacció en descobrir que estudis estadístics sobre pacients amb mesotelioma mostraven que la mediana de l'esperança de vida era de només vuit mesos després del diagnòstic. Descriu el veritable significat darrere d'aquest número i el seu alleujament en adonar-se que les medianes estadístiques només són abstraccions útils a l'hora de mesurar l'eficàcia d'un tractament mèdic, però que no abasten el rang complet de possibilitats de recuperació.
Una mediana de 8 mesos implica, en aquest cas, que el 50% dels pacients moren abans dels 8 mesos del diagnòstic o inici del tractament. L'altra meitat, però, viu més temps, possiblement molt més temps. Gould va determinar a quina banda del rang el situaven les seves característiques i circumstàncies personals: tenint en compte que el càncer s'havia detectat a temps, el fet que era jove, optimista i que tenia accés als millors tractaments disponibles, va suposar que havia d'estar en la meitat favorable del rang estadístic superior. Després d'un tractament experimental amb radioteràpia, quimioteràpia i cirurgia, Gould va fer una recuperació completa, i el seu article es va convertir en una font de consol per a moltes persones amb càncer.
Gould va ser també un defensor de l'ús medicinal del cànnabis. Durant la seva lluita contra el càncer fumava aquesta droga per alleujar les nàusees associades als tractaments mèdics. Segons Gould, l'ús de la marihuana va tenir un "efecte molt important" en la seva recuperació. El 1998 va testificar en el cas de Jim Wakeford, un activista canadenc que feia un ús medicinal del cànnabis.
Als seus assajos científics d'història natural sovint fa referència a les seves aficions i interessos no científics. De petit col·leccionava cromos de beisbol, esport del qual va ser un gran aficionat al llarg de tota la seva vida. També li agradaven les pel·lícules de ciència-ficció, però sovint es lamentava de la seva mediocritat tant en els aspectes científics com en els guions. Una altra afició seva eren les operetes de Gilbert i Sullivan així com el cant coral (cantava a la coral Boston Cecilia). Admirava l'arquitectura renaixentista. Col·leccionava llibres antics rars i de text. Sovint viatjava a Europa i parlava francès, alemany, rus i italià.
Gould va morir el 20 de maig de 2002 d'una metàstasi d'adenocarcinoma de pulmó, una forma de càncer que s'havia estès al seu cervell. Aquest tipus de càncer no estava relacionada amb el seu càncer abdominal, del qual s'havia recuperat plenament vint anys abans. Va morir a casa "en un llit instal·lat a la biblioteca del seu loft al Soho, envoltat per la seva dona, Rhonda, la seva mare, Eleanor, i els molts llibres que estimava."

## Carrera científica
Gould va començar els seus estudis superiors a l'Antioch College, on es va graduar amb doble especialitat en Geologia i Filosofia el 1963. Durant aquest temps, també va estudiar a l'estranger a la Universitat de Leeds al Regne Unit. Després de completar els seus estudis de postgrau en la Universitat de Colúmbia el 1967, sota la direcció de Norman D. Newell, va ser contractat immediatament per la Universitat Harvard, on va treballar fins al final de la seva vida (des de 1967 fins al 2002). El 1989 Gould va dedicar a en Newell el seu llibre Wonderful Life: The Burgess Shale and the nature of history en els següents termes: "A qui va ser, i és, en el més noble sentit de la paraula, el meu mestre."
El 1973, la Universitat Harvard el va nomenar Professor de Geologia i Comissari de Paleontologia d'Invertebrats del Museu de Zoologia Comparada de la institució. El 1982 la mateixa universitat li va atorgar el títol de Professor Alexander Agassiz de Zoologia. L'any següent, el 1983, se li va atorgar una beca de l'Associació Americana per l'Avanç de la Ciència (AAAS), institució de la qual exerciria com a president entre els anys 1999 i 2001. El comunicat de premsa de l'AAAS es va referir a les seves "nombroses contribucions tant als avenços científics com a la comprensió pública de la ciència." També va exercir com a president de la Societat de paleontologia (1985-1986) i la Societat per a l'Estudi de l'Evolució (1990-1991).
El 1989 Gould va ser escollit membre de l'Acadèmia Nacional de Ciències dels Estats Units. Durant el període 1996-2002 va ser Professor Visitant d'Investigació de Biologia Vincent Astor a la Universitat de Nova York. El 2001 l'Associació Humanista Americana el va nomenar Humanista de l'Any per la feina que havia desenvolupat al llarg de la seva vida. El 2008, se li va concedir a títol pòstum la Medalla Darwin-Wallace, un guardó que des del 1908 la Societat Linneana de Londres concedeix cada 50 anys a persones que han fet contribucions importants en el camp de la biologia evolutiva.

### Equilibri puntuat

L'equilibri puntuat (part inferior) consisteix en estabilitat morfològica de les espècies i períodes infreqüents de canvi evolutiu.

Al principi de la seva carrera Gould, juntament amb Niles Eldredge, va desenvolupar la teoria de l'equilibri puntuat segons la qual el canvi evolutiu es produeix amb relativa rapidesa, en comparació amb períodes més llargs d'estabilitat evolutiva relativa. Segons Gould, l'equilibri puntuat revisa un pilar fonamental de la lògica central de la teoria darwiniana, el gradualisme filètic, basat en la ferma convicció de Darwin sobre la gran lentitud i uniformitat en el ritme del canvi evolutiu. Per a Gould la biologia evolutiva ha d'abandonar el gradualisme filètic, no el darwinisme que, en essència, continua essent vàlid.
La història de la major part de les espècies fòssils inclou dues característiques incongruents amb el gradualisme:
1. Estasi. La major part de les espècies no exhibeixen cap mena de canvi bidireccional en el transcurs de la seva estada sobre la terra. Apareixen al registre fòssil amb un aspecte molt similar al que tenen quan desapareixen; el canvi morfològic és normalment limitat i sense orientació.
2. Aparició sobtada. A qualsevol àrea local una espècie no sorgeix de manera gradual per una contínua transformació dels seus avantpassats; apareix de manera sobtada i "totalment formada".

L'explicació clàssica, que ja va assumir Darwin, atribuïa aquestes característiques del registre fòssil a la seva imperfecció, a la suposició que és fragmentat i incomplet, és a dir que només s'han conservat en forma de fòssils molt pocs "capítols" de la història dels organismes. Això explicaria per què no es troben fòssils de les formes intermèdies que enllacin totes les formes vivents "mitjançant una fina gradació". Darwin estava convençut del principi natura non facit saltum, seguint les idees de Charles Lyell, defensor de l'uniformisme en geologia.
Des del camp de la biologia evolutiva altres especialistes han argumentat que, encara que equilibri puntuat és de gran interès per a la biologia, en realitat es limita a modificar el neodarwinisme d'una manera que és plenament compatible amb el coneixement anterior. Altres especialistes posen l'èmfasi en la seva novetat teòrica i argumenten que l'estasi evolutiva havia estat una constatació inesperada amb un gran impacte en la paleontologia i la biologia evolutiva.
També se'n van fer crítiques en clau burlesca tot referint-se a l'equilibri puntuat com una teoria de l'evolució "per estrebades" (evolution by jerks; jerk en anglès és moviment incontrolat del cos, un moviment sobtat però també una persona ximple, un toix). En la resposta a aquesta crítica Gould va qualificar el gradualisme d'evolució "per arrossegament" (evolution by creeps), en un joc de paraules amb el significat en anglès del terme creeps (to creep vol dir alhora deformació lenta d'un material, arrossegar-se, sensació de por o repugnància i en llenguatge col·loquial, persona irritant).

### Biologia evolutiva del desenvolupament
Gould va fer importants contribucions a la biologia evolutiva del desenvolupament, especialment en la seva obra Ontogènia i filogènia. En aquest llibre va posar èmfasi en el procés d'heterocronia, que defineix com els canvis que es produeixen al llarg de l'ontogènia en la distribució temporal, el moment relatiu d'aparició i el ritme del desenvolupament de caràcters i parts d'un organisme que ja són presents als ancestres evolutius.
L'heterocronia té dos components fonamentals: pedomorfosi i addició terminal. La pedomorfosi és el procés mitjançant el qual l'ontogènia s'alenteix i l'organisme adult manté certes característiques pròpies dels juvenils de l'espècie. L'addició terminal és el procés mitjançant el qual un organisme afegeix noves etapes al seu desenvolupament tot accelerant i escurçant les primeres etapes d'aquest.

### Seleccionisme i sociobiologia
Gould va defensar limitacions biològiques, com ara les limitacions de les vies de desenvolupament en els resultats de l'evolució, així com altres forces "no-seleccionistes" en l'evolució. En particular, va considerar que moltes de les funcions superiors del cervell humà van ser conseqüència secundària o subproducte de la selecció natural, i no adaptacions directes. Per descriure aquestes estructures que inicialment són no adaptatives o neutres i que una vegada consolidades es poden utilitzar i perfeccionar amb altres finalitats no "previstes", Gould, juntament amb Elisabeth Vrba va encunyar el terme exaptació. Gould considerava que aquesta visió soscava una premissa essencial de la sociobiologia humana i la psicologia evolutiva.
Les seves idees han influït diversos treballs en el camp de la biologia evolutiva. Per exemple, Richard O. Prum i Alan H. Brush, al seu article Which Came First, the Feather or the Bird?, fan una interpretació de l'evolució de les plomes que il·lustra el terme exaptació:" Afirmar que l'evolució va desenvolupar les plomes per al vol és equivalent a dir que els dits han evolucionat per tocar el piano […] dit amb altres paraules: tot i haver evolucionat per una altra missió, es va aprofitar el seu potencial per una aplicació diferent."

#### Contra la Sociobiologia
El 1975, Edward O. Wilson publica la seva anàlisi de la conducta humana sobre la base d'un marc sociobiològic. En resposta, Gould, Richard Lewontin i altres especialistes van escriure una carta oberta titulada "Contra la Sociobiologia" en la qual criticaven la visió determinista de Wilson de la societat i les accions humanes.
No obstant això, Gould no va descartar les explicacions sociobiològiques per a molts aspectes del comportament animal. Va escriure: "La sociobiologia ha ampliat la gamma d'històries selectives mitjançant la invocació dels conceptes d'aptitud inclusiva i selecció de parentiu per resoldre (amb èxit, crec) el problema de l'altruisme -que havia estat el major obstacle a la teoria darwiniana de la conducta social […] Aquí la sociobiologia ha tingut i seguirà tenint èxit. I jo ho desitjo així perquè representa una extensió del darwinisme bàsic a un regne en què hauria de ser aplicat."

#### Carcanyols i el paradigma panglossià

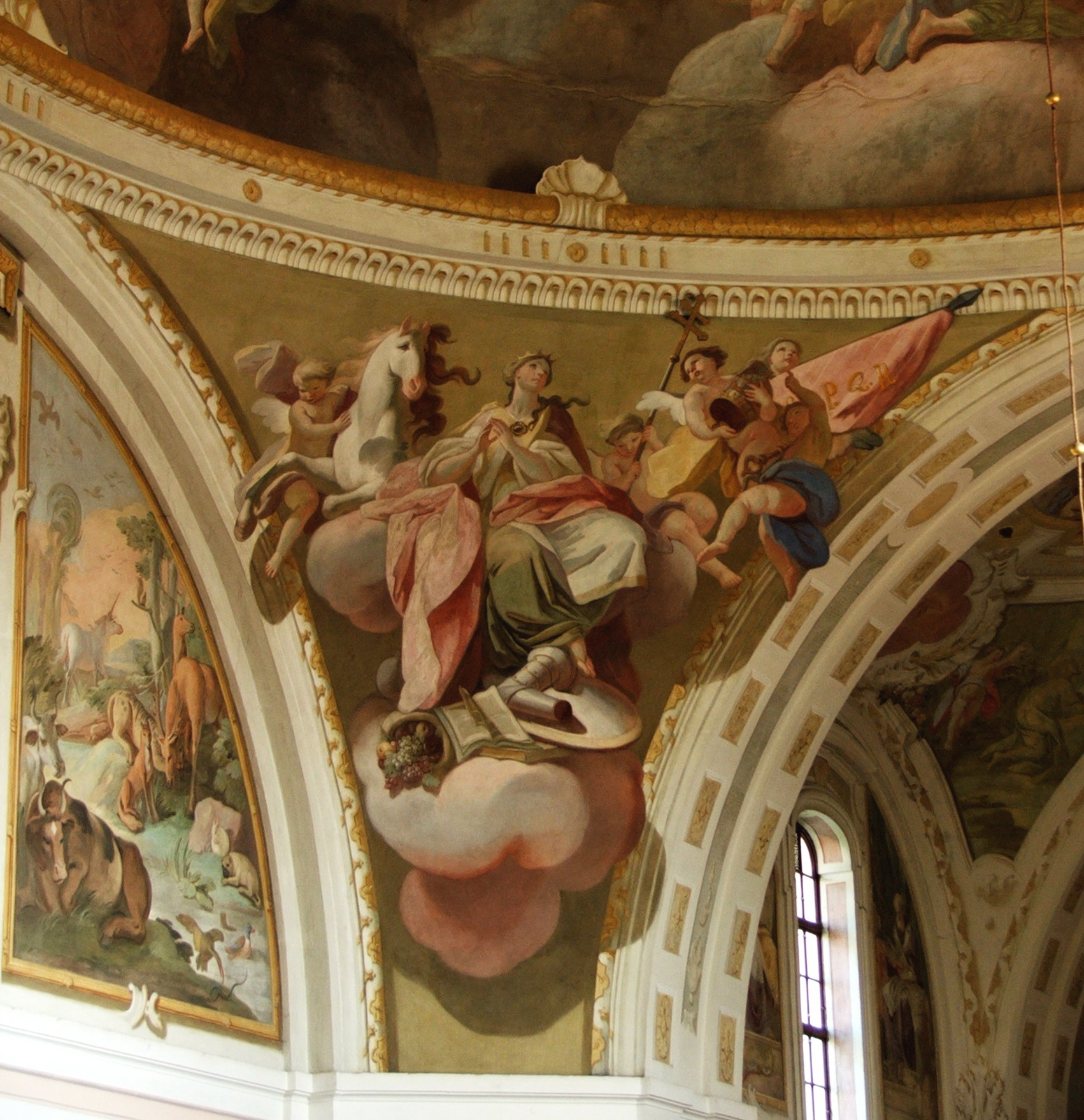
Un carcanyol de l'Església de la Santíssima Trinitat de Fulnek, República Txeca.

El 1979 Gould va escriure, juntament amb Richard Lewontin, col·lega seu a la Universitat Harvard, un influent treball titulat Els carcanyols de Sant Marc i el paradigma panglossià, que introduïa el terme arquitectònic "carcanyol" en biologia evolutiva. En arquitectura, un carcanyol és l'espai que hi ha entre dos arcs i la superfície horitzontal que està situada sobre ells. Sovint, sobretot a les esglésies gòtiques, estan molt ornamentats tot i que no han estat construïts a propòsit sinó que sorgeixen inevitablement per la utilització conjunta d'arcs i rectes. Durant la seva visita a Venècia el 1987, Gould va prendre consciència d'aquest fet i va assenyalar que els carcanyols de la catedral de Sant Marc, d'una gran bellesa, no eren espais projectats per l'arquitecte sinó que havien sorgit com a "subproducte arquitectònic necessari en muntar una cúpula sobre arcs de mig punt."
D'aquesta manera, Gould i Lewontin van definir els carcanyols en l'àmbit de la biologia evolutiva com aquelles característiques o funcions biològiques d'un organisme que sorgeixen com una conseqüència necessària de l'evolució d'altres trets i que, per tant, no han estat directament seleccionades per la selecció natural. Alguns exemples són el genitals masculinitzats a hienes femella, l'ús exaptiu del melic com a cambra d'incubació a algunes espècies de cargols, la gepa del cérvol gegant irlandès, i diverses característiques clau de la ment humana.
A l'obra de Voltaire Càndid el Dr. Pangloss, tutor de Càndid, considerava que tot i les desgràcies vivim "en el millor dels mons possibles" i que no hi ha efecte sense causa. Gould i Lewontin, van afirmar que en l'àmbit de la biologia evolutiva és "panglossià" considerar tots els trets dels organismes com a trets independents que han estat seleccionats per la selecció natural i van criticar que no es tinguessin en compte altres factors, com ara les limitacions imposades pel desenvolupament dels organismes i per la seva història evolutiva. Tot i que ambdós autors reconeixen la importància de les adaptacions en l'evolució consideren que el procés real és més complex i que implica altres fenòmens a més de l'adaptació.
La freqüència relativa dels "carcanyols" biològics així definits davant les característiques sorgides per adaptació i selecció natural, segueix sent un tema controvertit en biologia evolutiva. Un exemple de l'aplicació d'aquesta idea es troba en l'estudi d'Elisabeth Lloyd sobre l'orgasme femení, considerat com a subproducte de vies de desenvolupament compartides. Gould ja havia escrit sobre aquest tema al seu assaig Mugrons masculins i ones clitorídies, motivat pels treballs anteriors de Lloyd.

### Progrés evolutiu

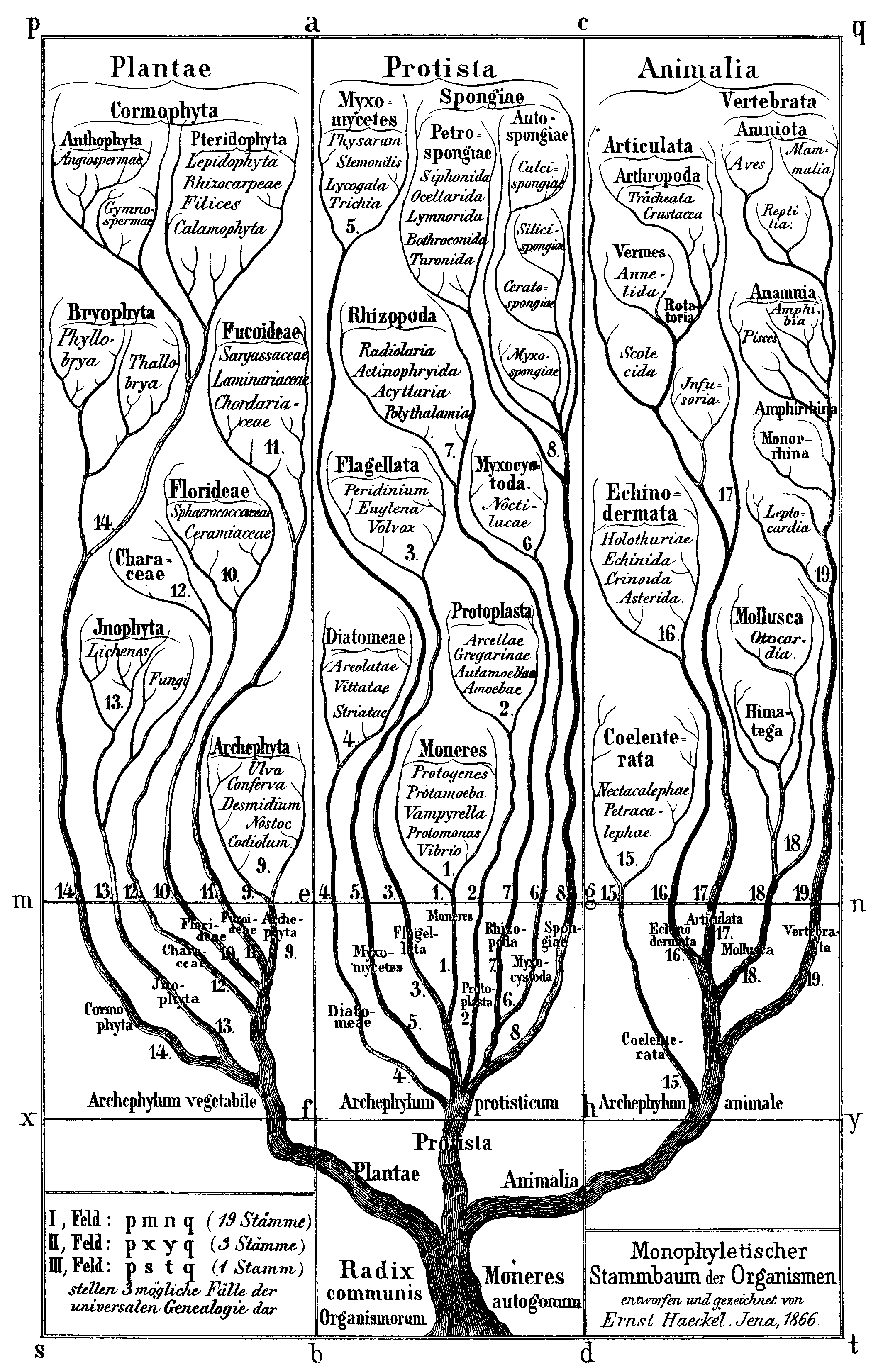
Arbre de la vida d'Ernst Haeckel (1866)

Gould va defensar l'argument que l'evolució no té una línia inherent que la dirigeixi cap al progrés a llarg termini, és a dir, el progrés no governa el procés evolutiu.
Per a Gould el progrés evolutiu és "una il·lusió basada en prejudicis socials i esperança psicològica".
La visió poc crítica de l'evolució sovint la presenta com una escala de progrés que mena a organismes més grans, més ràpids i més intel·ligents, tot assimilant l'evolució a una tendència cap a major grau de complexitat i, en darrer terme, cap a la humanitat. Al seu llibre Vida meravellosa (Wonderful life, 1989) explica dos errors d'interpretació que són a la base d'aquesta falsa iconografia de l'evolució com una marxa del progrés:
- En primer lloc la tendència a destacar com a exemples característics de l'evolució línies de les quals ha arribat fins a l'actualitat una sola de les branques de les moltes que han existit quan, de fet, són línies que han tingut poc èxit evolutiu. Ho il·lustra amb el cas de la línia evolutiva del cavall: "Aquesta ruta particular ha tingut rellevància justament per un motiu irònic. Equus és l'única branca actual i, per tant, el cim de l'escala a la nostra falsa iconografia. Els cavalls han esdevingut l'exemple clàssic d'evolució progressiva perquè el seu arbust ha tingut tan poc èxit."
- En segon lloc, la visió de l'arbre de la vida com un con invertit de diversitat creixent que mostra a la part superior, actual, una major diversitat que s'interpreta també com una major complexitat.

Gould va argumentar que l'impuls evolutiu no dirigeix cap a la complexitat sinó cap a la diversificació. En el seu origen la vida, forçosament, va partir de la simplicitat i la diversificació posterior a partir d'aquest origen es pot interpretar com un avenç cap a formes més complexes. Però la vida, com va destacar Gould al seu llibre Full House: The Spread of Excellence From Plato to Darwin, també s'adapta per la via de la simplificació, com sovint passa en el parasitisme.
Gould parla a Full House de "la tendència de la vida cap a una complexitat anatòmica o neurològica o d'amplitud i flexibilitat de repertori etològic o de qualsevol altre criteri que es vulgui definir per a col·locar Homo sapiens al suposat cim de complexitat". Richard Dawkins va publicar una revisió d'aquest llibre en la qual, tot i estar d'acord en la idea general de Gould, va suggerir que hi ha evidències que el progrés evolutiu no és accidental sinó inherent. En particular, Dawkins modifica les paraules anteriors de Gould per adaptar-les a la seva visió d'evolució adaptativa i posa de manifest: "la tendència dels llinatges a la millora acumulativa de l'ajust adaptatiu a la seva forma de vida particular mitjançant l'increment en el nombre de característiques que es combinen en complexos adaptatius."

### Cladística
Gould reconeix la cladística com una metodologia que ha donat molts fruits i ha reformat el camp de la pràctica taxonòmica, ja que ha proveït aquesta disciplina d'un mètode objectiu per establir l'ordre de ramificació a la genealogia dels organismes vius. Destaca la radical separació que hi ha entre els conceptes d'ordre de ramificació i disparitat morfològica, de manera que a partir d'una anàlisi cladística no es poden establir conclusions sobre la disparitat morfològica entre els organismes, relacionada amb la fenètica. Basat en aquesta convicció refuta la interpretació dels resultats de l'anàlisi cladística realitzada per Derek Briggs i Richard Fortey de 23 espècies d'artròpodes de la fauna cambriana de Burgess Shale, que reduïen la disparitat que Gould i Whittington hi havien observat. Segons Gould la interpretació de Brigss i Fortey és deguda a un error de lògica que els va dur a identificar l'origen monofilètic del grup d'artròpodes estudiat amb un grau baix de disparitat general.
En els anys en què aquesta polèmica hi va tenir lloc, principis de la dècada de 1990, la cladística havia esdevingut el mètode dominant de la biologia evolutiva per a la classificació dels organismes. L'aparició d'ordinadors cada vegada més potents ha fet possible des de llavors el processament de gran quantitat de dades sobre les característiques dels organismes. Paral·lelament, el desenvolupament de la tècnica de la reacció en cadena de la polimerasa (PCR) ha possibilitat l'ampliació de la cladística a les seqüències d'ADN dels organismes.

### Treball tècnic sobre els cargols de terra

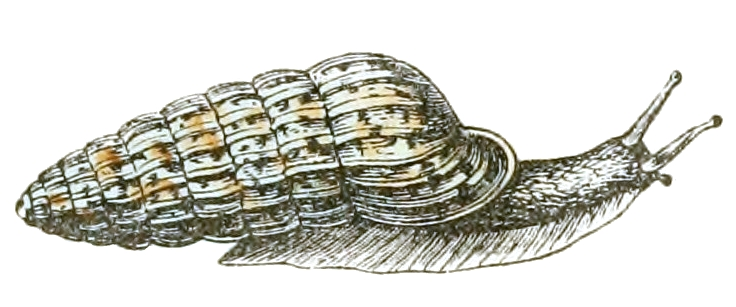
Cerion chrysalis

La major part de la investigació empírica de Gould es va centrar en els cargols de terra. Els seus primers treballs tenien com objecte d'estudi el gènere de les Illes Bermudes Poecilozonites, sobre el qual va fer la seva tesi doctoral, que va defensar l'any 1967, amb el títol "Pleistocene and Recent history of the subgenus Poecilozonites (Poecilozonites) (Gastropoda: Pulmonata) in Bermuda : an evolutionary microcosm" (Història recent i del Pleistocè del subgènere Poecilozonites (Gastropoda: Pulmonata) a les Bermudes: un microcosmos evolutiu).
La seva obra posterior la va dedicar al gènere caribeny Cerion. Segons Gould "Cerion és el cargol de terra amb una major diversitat morfològica a tot el món. Hi ha 600 espècies descrites d'aquest únic gènere. De fet, no són realment espècies, ja que es poden creuar entre elles, però els noms específics existeixen per expressar un fenomen real, que és aquesta diversitat morfològica increïble. Alguns tenen la forma de pilotes de golf, altres tenen forma de llapis. … Ara el tema central que m'ocupa és l'evolució de la forma i resulta molt interessant el problema de com és que es pot aconseguir aquesta diversitat amb tan poca diferència genètica. Si el poguéssim resoldre hauríem après alguna cosa important sobre l'evolució de la forma".
Tenint en compte l'àmplia diversitat geogràfica de Cerion, Gould es va lamentar més tard que Cristòfor Colom no hagués catalogat un sol Cerion a la primera illa que va visitar. Si ho hagués fet s'hauria acabat ràpidament amb el debat acadèmic sobre quina va ser l'illa on Colom va posar per primer cop el peu a Amèrica.

#### Publicacions sobrePoecilozonitesiCerion
A més de la seva tesi doctoral, Gould va publicar desenes d'articles sobre aquests dos gèneres de cargols de terra. Algunes de les seves publicacions destacades són:
- Sobre Poecilozonites:
  - Gould, Stephen Jay (1966) Allometry in Pleistocene land snails from Bermuda: The influence of size upon shape, Journal of Paleontology, v. 40 p. 1131-1141.
  - Gould, Stephen Jay (1969) Land Snail Communities and Pleistocene Climates in Bermuda: a Multivariate Analysis of Microgastropod Diversity, Proceedings of the North American Paleontological Convention, p. 486-521.
- Sobre Cerion:[49]
  - Gould, S. J. (1969) Character variation in two land snails from the Dutch Leeward Islands: geography, environment, and evolution. Systematic Zoology, 18: 185-200.
  - Gould, S. J., D. S. Woodruff, and J. P. Martin. (1974) Genetics and morphometrics of Cerion at Pongo Carpet: a new systematic approach to this enigmatic land snail. Systematic Zoology 23: 518-535.
  - Gould, S. J. (1984) Covariance sets and ordered geographic variation in Cerion from Aruba, Bonaire and Curaçao: a way of studying nonadaptation. Systematic Zoology 33(2):217-237.
  - Gould, S. J. (1984) Morphological channeling by structural constraint: convergence in styles of dwarfing and gigantism in Cerion, with a description of two new fossil species and a report on the discovery of the largest Cerion. Paleobiology 10(2):172-194.
  - Gould, S. J., N. D. Young, and W. Kasson. (1985) The consequences of being different: Sinistral coiling in Cerion. Evolution 39: 1364-1379.
  - Gould, S.J. (1988) Prolonged stability in local populations of Cerion agassizi (Pleistocene-Recent) on Great Bahama Bank. Paleobiology, 14(1): 1-18.
  - Gould, S. J. (1989) A developmental constraint in Cerion, with comments on the definition and interpretation of constraint in evolution. Evolution. 43: 516-539.
  - Goodfriend, G. A., and S. J. Gould. (1996) Paleontology and chronology of two evolutionary transitions by hybridization in the Bahamian land snail Cerion. Science 274: 1894-1897.

### Influència
Gould és un dels científics citats amb més freqüència en el camp de la teoria evolutiva. El seu article sobre els carcanyols escrit el 1979 ha estat citat més de 3.000 vegades. A la revista científica Palaeobiology tan sols Charles Darwin i G.G. Simpson han estat citats amb més freqüència.
Gould ha exercit una notable influència en l'àmbit de la biologia evolutiva a través dels seus treballs professionals i de divulgació. Va escriure 22 llibres, 101 revisions de llibres, 475 articles científics i 300 assaigs sobre història natural. Els temes dels seus treballs inclouen teoria evolutiva, història i filosofia de la ciència, història natural, paleontologia i geologia i ciències socials. L'historiador de la ciència Ronald Numbers va considerar Gould com el segon historiador de la ciència més influent del segle xx, darrere Thomas Khun.
Dels seus 22 llibres, la major part (tots llevat el primer, Ontogeny and Phylogeny -"Ontogènia i filogènia"- i el darrer, The Structure of Evolutionary Theory -"L'estructura de la teoria de l'evolució") són de caràcter divulgatiu, van tenir un gran èxit popular i van acostar al públic general temes científics relacionats amb la biologia evolutiva.
Aquest èxit no va anar sempre acompanyat del reconeixement per part de col·legues acadèmics. En nombroses ocasions Gould va rebre crítiques per diferents aspectes de contingut i metodològics. Una part d'aquestes crítiques poden estar relacionades amb el suposat "Efecte Sagan" que, tot i haver-se demostrat fictici, considera que hi ha una correlació inversa entre la popularitat entre el públic general i la qualitat de la producció científica d'una persona.

### L'estructura de la teoria de l'evolució
Poc abans de morir, Gould va publicar un llarg tractat científic en el qual va exposar la seva versió de la teoria evolutiva moderna: The Structure of Evolutionary Theory ("L'estructura de la Teoria de l'Evolució"). La primera edició en anglès tenia 1.433 pàgines i es va publicar dos mesos abans de la seva mort, al març de 2002. Segons David B. Wake "el llibre de Gould, una gesta intel·lectual i una obra de gran erudició, serà un factor clau permanent en la lluita per comprendre com ha evolucionat la vida".
El volum està dividit en dues parts:
- La primera és un estudi històric de la lògica i el debat darwinistes, de l'origen del pensament evolucionista clàssic, a partir d'un ampli recull de documents primaris.
- La segona és una crítica constructiva de la teoria darwiniana contemporània i fa una interpretació jeràrquica de l'evolució biològica basada en gran manera en la teoria de l'autor de l'equilibri puntuat.

Gould mostra en aquest llibre la seva erudició i el seu estil particular, amb una gran riquesa de vocabulari i construccions gramaticals i, en aquest sentit, no és una obra divulgativa de lectura fàcil, com ho és una gran part dels llibres que va escriure.

## Llibres
La llista següent recull els llibres escrits o editats per Stephen Jay Gould, incloent-hi aquells publicats després de la seva mort el 2002. Molts dels llibres han estat reeditats però el llistat recull les edicions originals, juntament amb la data de publicació. La seva obra no ha estat traduïda al català.
- Ontogeny and Phylogeny.  Cambridge MA: Belknap Press of Harvard University Press, 1977. ISBN 0-674-63940-5.
- Ever Since Darwin.  Nova York: W. W. Norton, 1977. ISBN 978-0-393-06425-4.
- The Panda's Thumb (book).  Nova York: W. W. Norton, 1980. ISBN 0-393-01380-4.
- The Evolution of Gryphaea. 1980 Introducció i articles Allometric fallacies and the evolution of Gryphaea (Gould, S.J.) i The evolution of British and American Middle and Upper Jurassic Gryphaea (Hallam A. i Gould, S.J.). New York: Arno Press (recopilació d'articles feta per S. J. Gould). ISBN 0-405-12751-0 location= vista prèvia en línia
- The Mismeasure of Man.  Nova York: W. W. Norton, 1981. ISBN 978-0-393-31425-0.
- Hen's Teeth and Horse's Toes.  Nova York: W. W. Norton, 1983. ISBN 978-0-393-01716-8.
- The Flamingo's Smile.  Nova York: W. W. Norton, 1985. ISBN 0-393-02228-5.
- Time's Arrow, Time's Cycle.  Cambridge MA: Harvard Univ. Press, 1987. ISBN 0-674-89198-8.
- An Urchin in the Storm.  N.Y.: W. W. Norton, 1987. ISBN 0-393-02492-X.
- Wonderful Life: The Burgess Shale and the Nature of History.  Nova York: W. W. Norton, 1989. ISBN 0-393-02705-8.. 347 pp.
- Bully for Brontosaurus.  Nova York: W. W. Norton, 1991. ISBN 978-0-393-02961-1.. 540 pp.
- Finders, Keepers: Eight Collectors.  Nova York: W. W. Norton, 1992. ISBN 978-0-393-03054-9.
- Eight Little Piggies.  Nova York: W. W. Norton, 1993. ISBN 0-393-03416-X.
- The Book of Life. 1993 Preface, pp. 6–21. New York: W. W. Norton (S. J. Gould editor). ISBN 0-393-05003-3 revisió que cita la data de publicació original
- Dinosaur in a Haystack.  Nova York: Harmony Books, 1995. ISBN 0-517-70393-9.
- Full House: The Spread of Excellence From Plato to Darwin.  Nova York: Harmony Books, 1996. ISBN 0-517-70394-7.
- Questioning the Millennium: A Rationalist's Guide to a Precisely Arbitrary Countdown.  Nova York: Harmony Books, 1997. ISBN 0-609-60541-0.
- Leonardo's Mountain of Clams and the Diet of Worms.  N.Y.: Harmony Books, 1998. ISBN 0-609-60141-5.
- Mil·lenni (Stephen Jay Gould).  Barcelona: Empúries, trad. d'Antoni Garcia; Biblioteca Universal Empúries, 115, 1998. ISBN 8475966039.
- Rocks of Ages.  Nova York: Ballantine Books, 1999. ISBN 0-345-43009-3.
- The Lying Stones of Marrakech.  Nova York: Harmony Books, 2000. ISBN 0-609-60142-3.
- Crossing Over: Where Art and Science Meet.  Nova York: Three Rivers Press, 2000. ISBN 0-609-80586-X.
- The Structure of Evolutionary Theory.  Cambridge MA: Belknap Press of Harvard University Press, 2002. ISBN 978-0-674-00613-3.
- I Have Landed.  Nova York: Harmony Books, 2002. ISBN 0-609-60143-1.
- Triumph and Tragedy in Mudville: A Lifelong Passion for Baseball.  Nova York: W. W. Norton, 2003. ISBN 0-393-05755-0.
- The Hedgehog, the Fox, and the Magister's Pox.  Nova York: Harmony Books, 2003. ISBN 0-609-60140-7.
- Punctuated Equilibrium.  Cambridge MA: Belknap Press of Harvard University Press, 2007. ISBN 0-674-02444-3. Ressenya del llibre